# Triangle Strategy
 (mars 2024).
- Si vous ne connaissez pas le sujet, laissez ce bandeau (vous pouvez alors contacter les auteurs).
- Si vous supprimez le contenu mis en cause (vous pouvez préalablement contacter les auteurs),

argumentez précisément cette suppression dans la page de discussion
(un manque de référence n'est pas un argument ; une recherche réelle de référence doit avoir été effectuée, être formellement documentée).
Triangle Strategy est un jeu vidéo de tactical RPG co-développé par Square Enix et Artdink, sorti en 2022. Il est distribué internationalement sur Nintendo Switch par Nintendo et sur Windows par Square Enix.
Le jeu a été annoncé dans la conférence XBox du 20 août 2025 en marge de la Gamescom 2025 et est disponible à la même date sur Xbox Series et Playstation 5.
Le jeu reçoit de bons retours de la part des critiques pour son système de combat, sa narration et sa direction artistique. Cependant, ils reprochent aussi son trop grand nombre de scènes cinématiques.

## Trame
Le continent de Norzélia se compose de trois pays : le duché d'Aesfrost, les terres sacrées d'Hyzante et le royaume de Glenbrook, lui-même composé des maisons Telliore, Falkes et Wolffort.
Le duché d'Aesfrost est constitué d'une chaine de montagnes froides et a pour avantages ses grandes réserves de fer et sa puissante armée. Il prône la liberté de ses citoyens et est gouverne par l'intendant Gustaldov.
Les terres sacrées d'Hyzantes sont constituées d'un immense désert et d'une source d'eau salée. Malgré tout, ses réserves de sel et l'efficacité de leurs médecins en ont fait un pays puissant. C'est une théocratie prônant l'égalité des citoyens et est gouverné par un oracle et sept « saints », des personnages puissant contrôlant chacun un secteur du pays (armée, sel, médecine, etc.).
Le royaume de Glenbrook est une monarchie contrôlant l'échange du sel et du fer entre le duché et les terres sacrées grâce à son réseau fluvial. Il possède aussi de grandes terres fertiles et est constitué de trois grandes maisons :
Tout d'abord, les Telliores. Ils se distinguent par leur agriculture et leur contrôle de la seule source d'eau potable du pays. Elle est dirigée par Silvio Telliore, un homme puissant sur le plan commercial, mais opportuniste.
Puis, les Falkes qui distinguent par leur culture du blé et l'archerie. La maison est dirigée par Landroi Falkes, une personne possédant une loyauté absolue envers le roi.*
Enfin, les Wolffort se distinguent par la puissance de leurs combattants qui se sont illustrés pendant la guerre du sel et du fer. Ils sont dirigés par Simon Wolffort, un héros de la guerre.

## Système de jeu
Triangle Strategy se compose de deux grandes parties : le combat et la politique.

### Combat
La partie combat se présente sous la forme d'un tactical RPG, puisque le joueur peut contrôler plusieurs personnages possédant des attaques différentes (corps-à-corps, magie, archerie, etc.) dans un système de tour par tour. Chaque personnage a sa propre classe, ce qui influe sur ses attaques (ex corps-à-corps : guerrier, épéiste, cavalier, etc.).

### Politique
La partie politique se déroule entre les combats et constitue le reste du jeu. Le joueur peut y faire quatre actions selon ce qui est proposé :
- Suivre des scènes principales, qui feront avancer l'histoire, ou des secondaires, qui donneront plus d'informations au joueur sur les choix politiques des autres factions.
- Lancer des phases d'investigations afin de trouver des objets utilisables en combat ou des informations pouvant débloquer des dialogues. Le joueur peut aussi y trouver des marchands
- Influer sur la direction de l'histoire lors de phases de vote, où le joueur pourra convaincre ses alliés de la direction à prendre en fonction des informations qu'il dispose ou de ses convictions. Cette phase s'accompagne d'une investigation pour trouver plus d'informations.
- Suivre des intrigues permettant de recruter ou d'approfondir l'histoire de personnages jouables.

### Autres
En dehors des combats et de la politique, il y a aussi deux autres mécaniques de jeu :
D'une part, au sein d'un campement, le joueur peut accomplir différentes actions telles que commercer, améliorer le rang des personnages et des armes ainsi que revivre des batailles du scénario.
D'autre part, les convictions sont un système complexe de moralité, qui peuvent être augmentées en choisissant certains dialogues ou en effectuant des actions précises, comme soigner, utiliser un objet, dépenser, etc. Elles peuvent servir à convaincre quelqu'un lors de phases de votes[Quoi ?]. Elles se divisent en trois axes : liberté, éthique et pragmatisme. Leurs valeurs dont cachées au joueur lors de sa première partie, mais sont visibles après avoir effectué un New Game Plus.

## Accueil
Dans l'ensemble, la réception de Triangle Strategy sur Nintendo Switch par les médias vidéoludiques est bonne. En effet, le site Metacritic, qui effectue l'agrégation de plus de cent notes de test attribuées au jeu par la critique spécialisée, recense un score de 83 sur 100.